# 日本国籍
日本国籍（にほんこくせき、にっぽんこくせき）は、日本国憲法第10条を受けた国籍法によって規定される日本の国籍。
日本の国籍法（昭和25年法律第147号）では「日本国民たる要件」を定めており、日本国籍を所有する者が、すなわち日本国民（にほんこくみん、にっぽんこくみん、日本の国民）であるとされている。原則として父母両系血統主義を採用しているが、例外的に生地主義による取得及び帰化による取得も認められている。

## 概説
日本国籍は、父親または母親が出生時に日本国民であった者、外国籍から帰化した者などが有する。1984年（昭和59年）まではいわゆる父系血統主義（父が日本国籍で母が外国籍の場合の子は日本国籍、逆の場合は出生による自動的日本国籍取得は不可であり帰化のみ可）であったが、その後は母系に関する制限はなくなっている。当該制度変更の際には、旧制度下の一定の期間内（1965年（昭和40年）1月1日から1984年（昭和59年）12月31日まで）に生まれた母系の者に対して3年間の時限的経過措置（届出による日本国籍即時取得）が採られた。
戦前、日本が台湾や朝鮮などを領有していた際、大日本帝国憲法のもとで台湾人や朝鮮人にも日本国籍が与えられていた。ただし、戸籍は細分化されており、台湾人には「内台戸籍」、朝鮮人には「内朝戸籍」、そして本土の日本人には「内地戸籍」がそれぞれ適用されていた。しかし、国際連盟による委任統治領であった南洋諸島（サイパンやパラオ、ミクロネシアなど）のチャモロ人やカナカ人には日本国籍が与えられなかった。
なお、天皇と皇族も日本国籍を有し、従って憲法第10条にいう日本国民（国家構成員）である。ただし、天皇は憲法第1章により国および国民統合の象徴とされ、参政権を含め一定の人権の制約を受けるため、「主権者としての国民」ではない。また皇族については、皇室典範その他の法律により若干の制限はあるものの一般の国民との差異は本来大きいものではない。皇族の参政権は、皇族が戸籍を有しない為、公職選挙法付則により当分の間停止されているだけである。しかし、実態として皇族の権利や自由は大きく制約されている。これは、「『皇族という特別な地位にあり、天皇と同じように制限されるべきだ』という考え方が市民の間で根強かったため」であるとされる。

## 日本国籍の実際

### 取得

#### 出生・準正による取得
国籍法では次の3つを出生による日本国籍取得の条件とし、これらの事例では自動取得となる。この他、「準正」による取得は届出により取得できるとしている。
- 出生の時に父又は母が日本国民
- 出生前に死亡した父が死亡の時に日本国民
- 日本で生まれ、父母がともに不明のとき又は国籍を有しないとき

#### 帰化による取得
国籍法では帰化により、日本国民でない者（外国人）が日本国籍を取得できるとしている。帰化には法務大臣の許可が必要で、原則として次の条件を備える外国人でなければ、その帰化を許可することができない。（第5条）
- 引き続き5年以上日本に住所を有すること。
- 18歳以上で本国法によって行為能力を有すること。
- 素行が善良であること。
- 自己又は生計を一にする配偶者その他の親族の資産又は技能によって生計を営む事ができること。
- 国籍を有せず、又は日本の国籍の取得によってその国籍を失うべきこと（多重国籍の制限）。
- 日本国憲法又はその下に成立した政府を暴力で破壊することを企て、若しくは主張し、又はこれを企て、若しくは主張する政党その他の団体を結成し、若しくはこれに加入したことがないこと。

日本人の配偶者（第7条）や日本国籍をかつて有していた者の子（第6条）などについては、上記条件に当てはまらない事例でも許可することができる場合がある。また、「日本に特別の功労のある外国人」は上記によらず国会の承認を得て帰化を許可することができる（第9条）。帰化が許可された場合官報で告示される（第10条）。

### 喪失
国籍法では下記の場合は日本国籍を喪失すると規定している。
1. 自己の志望によつて外国の国籍を取得したとき
2. 出生により外国の国籍を取得した日本国民で国外で生まれた者（両親が日本国民で出生地主義の国で生まれた場合や、父または母の一方が血統主義を採用する外国籍であって日本国外で生まれた場合など）が、日本国籍を留保する意思を表示しない場合

他に、他の国籍を有する日本国民は、法務大臣に届け出ることによって国籍を「離脱できる」としている（「喪失する」ではない）。

### 重国籍の制限
他の国籍と日本国籍を有する成人の重国籍者は、多重国籍になった時点から2年以内にいずれかの国籍を選択しなければならない。日本国籍を選択する場合は、他の国籍を離脱するか、または日本国籍を選択する旨の宣言をして他の国籍の離脱に努めなければならない。ただし、日本国籍を選択した者が他の国籍を離脱しなかった場合（故意・懈怠・不可抗力など原因の如何を問わない）の罰則規定はない。

## 証明

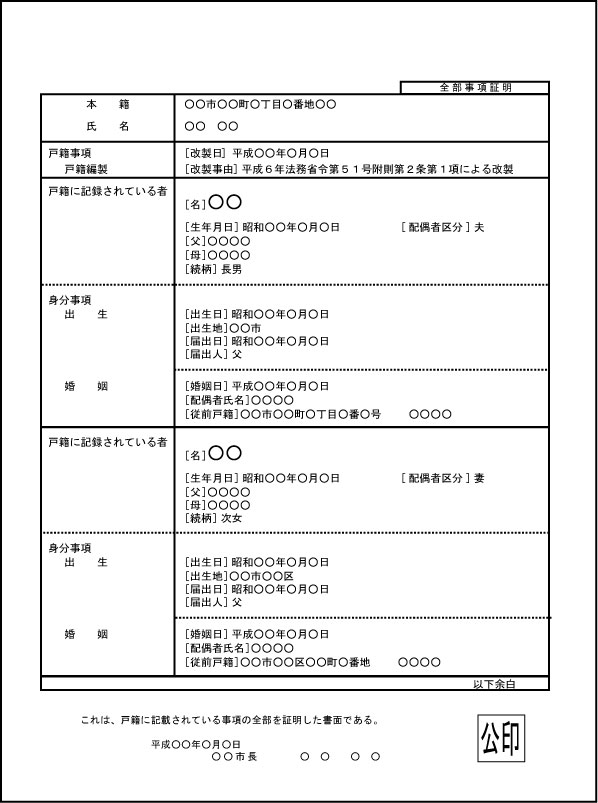
戸籍全部事項証明書の例
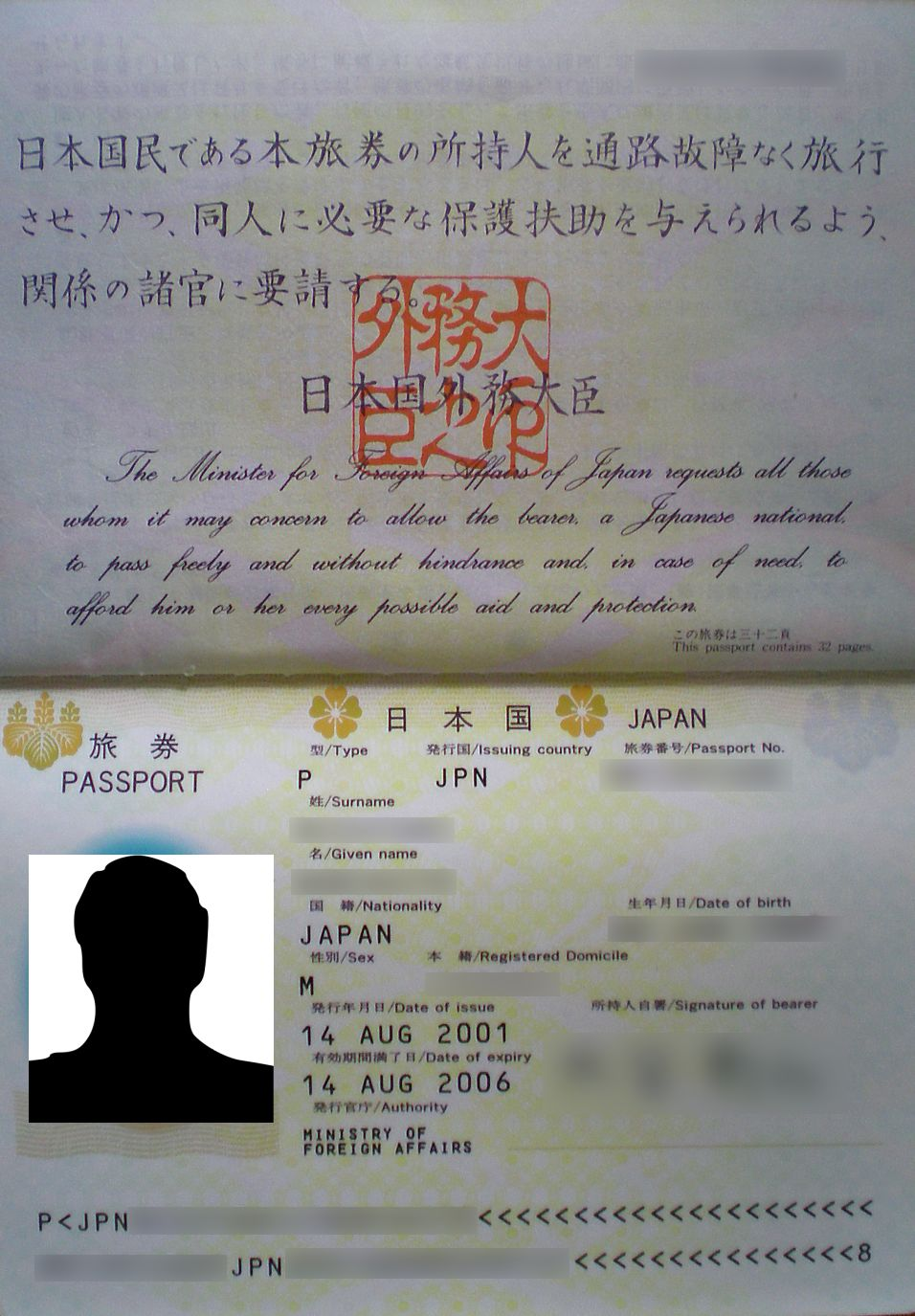
日本国旅券の外務大臣要請文と名義人の身分事項ページ

日本の場合、国籍法では国籍の取得方法等に関する規定はあるものの、国籍を国家が一元的・直接的に登録・管理・証明する記録制度（他国における国民登録制度に相当するもの）が規定されておらず、戸籍法に基づき作成・管理される戸籍簿（市区町村管理）が事実上の国籍登録であり、さらにそれに基づいて日本国政府（外務大臣（外務省）所掌）より発行される「日本国旅券」（パスポート）が、日本国外における日本国籍証明の役割を果たしている。特別永住者には「日本国籍を所持していない」ことから、当然、日本国旅券は発行されない。

## 主権者としての日本国民
日本国憲法は、日本国民が宣言・規定する立憲主義であり、日本における主権在民を明確に謳っている。「公務員を選定し、及びこれを罷免する権利」（日本国憲法第15条）は日本国民固有の権利としている。即ち日本では日本国籍を有する者（日本国民）のみ参政権があり、これは基本的には居住国に関係がない（在外選挙）。なお、天皇はその地位の特殊性から主権者としての国民からは除かれる。

## 日本国民を要件とする例
日本国内において、法制度外で日本国民のみ参加が可能であることを明記している主なものは次の通りである。（政治資金規正法では日本国籍を有しない者が党員登録し通常会費、政治資金パーティー参加し同会費を支払う事は、政治献金と異なり、抜け道で罰則規定は無い）

### 日本の政党など
党員を日本国民に限定している日本の政党及を以下に示す。
- 自由民主党
- 立憲民主党
- 国民民主党
- 日本維新の会
- 日本共産党

### その他
- 国民スポーツ大会 - ただし、永住外国人などは例外的に参加可能[4]。